# スウィートジャンクション
スウィートジャンクションは、かつてラジオ大阪、ラジオ日本で放送されていた番組。パーソナリティは声優の森久保祥太郎、杉田智和、森田成一。3人の頭文字をとって「森森杉る（もりもりすぎる）エコロジートリオ」とコンビ名で呼ぶことも。
「岩田光央・鈴村健一 スウィートイグニッション」とは兄弟番組のポジションにあった。

## 番組コンセプト
「もりもりすぎるエコロジートリオ」の三人が織り成す、これまであったようでなかった雰囲気が交錯する30分。よりかっこよく、より元気な番組を展開。コンセプトは「カスタム」

## 番組コーナー
『スターティング・コール！』
番組オープニングを格好良く締める、番組の肩書き的一言を送るコーナー
『ほうれんそう』
パーソナリティー3人に報告したいコト・連絡したいコト・相談したいコトをふつおた感覚で送るコーナー。事実上このコーナーがふつおたとパーソナリティからの告知のコーナーを兼ねた形になっている。
※放送内で読めなかったメールまたはハガキを1通だけ声優・V-STATION内の3分ラジオ「ほうれんそう、もう一皿」で紹介、トークされる。
『クイズ情報屋』
後述する。#クイズ情報屋を参照。
（2009年3月28日放送分で終了）
『ジャンクションな風景』
ミニ・ラジオドラマ（短編一人芝居）。
- 『シマジィ』

「慢性的に不幸な人」を紹介するコーナー。（2006年6月17日放送分で終了）
- 『恋愛道場～人いわく～』

「恋愛論」や「恋の格言」などを3人が勝手に10点満点で採点するコーナー。
元々は、偉人の言った「恋愛論」や「恋の格言」を採点するコーナーだったが、リスナーが考えた「恋愛論」や「恋の格言」を採点するコーナーになった。
- 『カスタム計画』

2004年、パーソナリティーの誕生日が来ると自分自身のカスタム計画(来年の誕生日までに自分をより良い男にする計画)が発表される。ちなみに、カスタム出来ていないと番組のレギュラーを降ろされる。
・杉田：親孝行（クリア）
・森田：韓国語マスター（アウトの為レギュラーゲストに降格）
・森久保：ボイスパーカッションマスター（クリア）
- 『きらめき！ハッピー☆伝説』

リスナーがやってみた自分自身のカスタムとその結果を報告するコーナー。
元は「幸せカスタム計画」というタイトルに決まっていたが、森田が新コーナー立ち上げ時にコーナー名がイマイチだと言い出し、勝手に改題してしまった。
- 『プチエコ』

リスナーが身近で実践している「自分ではエコだと思うこと」を発表するコーナー。
- 『超人ミュージアム』

自分の周りにいる「超人」たちの「エピソード」を紹介し、どちらがより超人らしいかを競う
「1対1」の勝ち抜き戦。
5人勝ち抜くと、さらに森久保・森田・杉田いずれかが考えた「レジェンド超人」と対決し、レジェンド超人に勝つと殿堂入りとなる。
（殿堂入り3超人を輩出し、2008年11月8日放送分で終了）
- 『キャッチフレーズをつけたいよぉ～』

パーソナリティー3人それぞれに、番組内だけで使える「キャッチフレーズ」をつけるコーナー。（2008年11月8日放送分で終了）

### 森田成一のカスタム計画と降格・復帰劇
2005年の森田のカスタム失敗を受け、森田には、レギュラーゲストから復帰する条件として2006年の誕生日までに韓国語の例文を26個暗記するという課題が出された。しかし森田はこれにも失敗したため逆にアシスタントに降格となった。
そして2007年、誕生日を迎えた森田にレギュラー復帰への再チャンスとして、今度は1週間で15名の韓流スターの生年月日・代表作と名前を一致させるという課題が出された。森田はこの課題を見事クリアし、実に2年ぶりのレギュラーパーソナリティー復帰となった。因みに、この課題にも失敗すればへたれアシスタントに降格する予定だった。

## 番組のこれまでの流れ
- 第001回　番組が決まったのが1週間前、初めて3人が揃って顔を合わせたのは初回収録日当日、番組内容も固まっていない、という見切り発車状態での初回放送。
- 第002回　兄弟番組『岩田光央・鈴村健一 スウィートイグニッション』パーソナリティ・鈴村健一 が乱入。杉田カスタム宣言（慢性的に親孝行する）
- 第003回　「ジャンクションな風景」初回。森田カスタム宣言（韓国語マスター）。杉田の「放送終了間際の一言」この日からはじまる。
- 第006回　Vステ冬の陣04。大阪から公開生放送。
- 第013回　「新春すごろくSP」最下位の森田、罰ゲームの一発芸で「四重（←瞼をヨエにする）」披露。
- 第017回　人気投票により番組ロゴ決定。「クイズ情報屋」で森久保が『初代・真偽を見極める目が無いキング』に決定。森久保は完全にやさぐれ、森田・杉田・作家にアタりまくる。
- 第018回　「森久保祥太郎罰ゲームSP」内容＝上半身裸になりヌーブラ着用、おネエ言葉、センブリ茶&青汁ミックスを飲む、コンビニでマツケンサンバを歌いながら買い物（カフェオレを買うのだが、必ず「カフェオレありますか?」と尋ねる。さらにその「カフェオレ」の「オレ」はマツケンサンバの「オレ!」でなければならない。）。
- 第021回　「クイズ情報屋」に初キャラ・ジュリアーノ森田登場。森久保カスタム宣言（ボイスパーカッションマスター）
- 第030回 GW特別企画「ジュリアーノ危機一髪」興奮した森田がお茶をこぼす盛り上がり。
- 第036回　「森田成一&ジュリアーノ森田 罰ゲームSP」内容＝（森田Side）ロッテリアで「マックシェイク下さい」吉野家で「持ち帰りで親子丼下さい」と言ってゴネる。ビックカメラで「ヨドバシカメラどこですか？…じゃあ、サクラヤは？」と聞く。（ジュリアーノSide）「ママの空豆のスープはどれでしょう？」ブルーチーズ、正露丸、生ウコン、生きているドジョウ、空豆スープを目隠しで食べる
- 第037回　「クイズ情報屋」に新キャラ・まこと登場。
- 第038回　Vステ夏の陣05。大阪から公開生放送。
- 第039回　「クイズ情報屋」のキャラ・まこと不評に伴い、急遽新キャラ・おきゃむらサバコ登場。
- 第042回　番組オリジナルテーマソング制作発表。
- 第046回　OPにてテーマソング『Bland-new∞JUNCTION』初披露。
- 第050回　祝50回記念SP「ドキッ！ミッションだらけの50回記念　現ナマだよ！三人集合！」　スタッフの自腹50万円をかけて50にまつわる数々のゲームに挑戦。しかし、いずれも惨敗。最高潮だった三人のテンションも一気に下降する結果に。
- 第052回　番組1周年を迎えるも、森久保が体調不良で欠席（後日インフルエンザと判明）　仕切る森久保がいないことで制御不能になった森田・杉田コンビによるレアな内容に。「ジャンクションな風景」は本来担当だった森久保に代わり、森田が「森久保のモノマネ」で演じた。
- 第054回　生放送。25歳の誕生日を迎えた杉田のカスタム報告会。親孝行を実行できたか報告、杉田の母からの手紙も登場。読み上げた森田は感極まって泣きそうに。杉田本人は浮かない様子だったが、判定は合格。番組クビを免れる。
- 第055回　33歳の誕生日を迎えた森田のカスタム報告会。→韓国語マスター失敗。森田、パーソナリティをクビになる。
- 第056回　ゲストとして森田成一登場。以降、森田はレギュラーゲストとなる。「エコロジートリオ」は「エコロジーコンビ＋α」に。
- 第060回　森田38.4度の熱が出るも、杉田がくれたりんごジュースを飲んで収録を乗り切る。『スウィートジャンクションオリジナルラジオCD バイパスシリーズ』の発売を発表。
- 第064回　年末特別企画「ジャンクション的108煩悩」　エコロジーコンビ＋α（＋スタッフ）が願望・煩悩を108個告白。
- 第068回　「おきゃむらサバコ 罰ゲーム 最後の東京観光SP」内容＝渋谷の109前でギャルと記念撮影・ビックカメラで「羊の毛を刈るバリカンありますか？」と店員に尋ねる・映画館の窓口で「オカマ達のYAMATO サバコ一枚！」と言う・コンビニのカウンターで「『ウン○の力』下さい」と言う。
- 第069回　おきゃむらサバコ帰国に伴い「クイズ情報屋」に新キャラ・巌碧（がんぺき）ノボル登場。
- 第072回　32歳の誕生日を迎えた森久保のカスタム報告会。森田・杉田が歌う『森のくまさん（替え歌）』輪唱にあわせ、森久保がボイスパーカッションを披露。→結果は成功。番組クビを免れる。
- 第087回　Vステ夏の陣06。
- 第093回　杉田、収録2日前にバイク事故を起こし擦り傷・絆創膏だらけ。事故時、通りかかった口調がおネエっぽいおじさんに助けられたことを報告。
- 第094回　「森田成一&巌碧ノボル 罰ゲームSP」内容＝（森田side）NGワードを言う、又はクイズに間違う度に低周波治療器でビリビリ。（巌碧side）法律の有罪無罪に関するクイズに森久保・杉田が答え、間違うと巌碧ノボルに低周波治療器でビリビリ。
- 第095回　「クイズ情報屋」巌碧ノボルが本部へ帰った為、新キャラ・たけばやしもりちか登場。
- 第100回　祝100回記念SP「スウィートジャンクション100回記念パーティ」差し入れの寿司の食べるが一貫だけ大量のワサビ入り→森田が食べ絶叫&悶絶。「100万円だよ！三人集合！」田所ディレクターの自腹100万円をかけ100にまつわるゲームに挑戦。100万円の札束に大興奮するも結果は惨敗。
- 第102回　森田、1ヶ月後の誕生日に向けパーソナリティ復帰を賭けたカスタム宣言（韓国語の日常会話例文を26個暗記）
- 第105回　杉田、26歳の誕生日を迎える。
- 第106回　森田、34歳の誕生日を迎え、1ヶ月カスタム宣言報告会実施。→結果は失敗。パーソナリティ復帰ならず、逆にレギュラーゲストからアシスタントへ降格。
- 第113回　「ジャンクションな風景」100回記念。いつもの一人芝居ではなくエコロジーコンビ＋αが三人で演じるSPバージョン。
- 第114回　ラジオ大阪ではVステ冬の陣を放送。ラジオ日本では「ほうれんそうSP」を放送。
- 第116回　年末特別企画「紅白メール合戦」
- 第118回　「超人ミュージアム」にて初の5人抜き超人が出るも、森田のレジェンド超人（たけし先輩）に敗れる。
- 第122回　「森田成一 罰ゲームSP」内容＝渋谷で女性に声を掛けチョコを貰う→失敗すると低周波治療器でビリビリ。スタジオ受付嬢からチョコが貰えるとダマし、ビンタ&生ウコンを食べさせる。
- 第123回　「クイズ情報屋」は×カウント制から500円投入方式に変更。新キャラ・キャプテンセバスチャン登場。
- 第124回　森久保、33歳の誕生日を迎え、次週までにバースディソングを作ると約束。
- 第125回　森久保、結婚を報告。放送内容は急遽「森久保祥太郎・結婚おめでとうSP」に。バースディソング披露は、結婚ソング披露に変更して次週へ延期。
- 第126回　森田、声優アワード・新人男優賞受賞報告。EDで森久保、結婚ソング？披露。
- 第127回　「超人ミュージアム」にて5人抜き超人（ノータッチみのる）が森久保のレジェンド超人（森久保・父）に勝利。コーナー開始以来、初の殿堂入りを果たす。
- 第128回　声優小杉十郎太がゲスト出演（ゲストは第002回の鈴村健一の乱入以来）。しかし、他の仕事の都合で杉田が欠席。森久保・森田・小杉の変則もりもりすぎるエコトリオによる放送に。
- 第135回　森久保、この回から1ヶ月間『ダメ人間の森久保祥太郎』と名乗ることに（詳細はバイパスシリーズ『踏ん切り』参照）
- 第145回　スウィートジャンクションSPECIAL-DVD『FOOLISH3-SANBAKATAISHOW-』発売を発表。
- 第147回　杉田、初海外体験報告（台湾）
- 第150回　祝150回記念「クイズ情報屋総取りゲームSP」 内容＝過去問題に正解した者が黒ヒゲ危機一髪に挑戦。杉田が勝利、賞金総取り。一部はリスナープレゼント資金に充てられることに。
- 第151回　前回のSPでの勝利者・杉田セレクトのプレゼント内容発表。「クイズ情報屋」に新キャラ・ウニ登場。
- 第155回　放送開始から3周年を迎え4年目突入。
- 第156回　ラジオ日本での放送時間が変更。「クイズ情報屋」に新キャラ・一本木三郎登場。
- 第157回　杉田、27歳の誕生日を迎える。「クイズ情報屋」の一本木が病欠。彼の敏腕マネージャー・姫木サエ子(38)登場。
- 第158回　森田、35歳の誕生日を迎える。「カスタム宣言」アシスタントの森田にパーソナリティ復帰をかけた課題が与えられる（一週間で韓流スター15名暗記。ただし失敗した場合、逆に「へたれアシスタント」に降格）
- 第159回　「森田成一カスタム報告会SP」森田、前週出された課題に挑戦。見事クリアし実に2年ぶりのパーソナリティ復帰。「エコロジートリオ」の愛称も復活となった。
- 第161回　「クイズ情報屋」に新キャラ・川添ローレンス登場。
- 第170回　リスナーから募集した2008年の抱負・予想川柳発表。
- 第176回　森久保、34歳の誕生日を迎える。森田・杉田・スタッフから誕生日&初結婚記念日のお祝いにプレゼントが送られる（杉田→スッポンの生き血ドリンク、森田→オットセイ肉抽出エキス入りドリンク、スタッフ→サソリ抽出液入りドリンク）
- 第177回　DVD『スウィートジャンクション定休日劇場 練馬たつの湯物語』発売発表。「超人ミュージアム」にて5人抜き超人（Gカップかおりん）が杉田のレジェンド超人（杉田・祖父）に勝利。2人目の殿堂入りに。
- 第178回　森田、マレーシア体験報告。
- 第184回　杉田が以前から度々話題にしていたゲーム『コープスパーティ』のHPに、スウィートジャンクション情報が掲載されたことを報告。
- 第188回　森田の欠席により森久保・杉田コンビでの放送に（声の調子が良くない為と説明していたが、翌週、森田本人がこれを否定。結局欠席の理由は不明）
- 第190回　「超人ミュージアム」にて5人抜き超人（超鳥チーコ）が森田のレジェンド超人（高校時代の恩師・つかちょ）に勝利。3人目、動物界初の殿堂入りに。
- 第194回　森田の劇団K-showでの客演が決定し、この回からしばらくEDで公演に関する情報が「K-showニュース」として告知される（公演には森久保も音楽担当として参加）
- 第198回　「クイズ情報屋」の総取りゲーム勝利者予想の募集開始。
- 第199回　「クイズ情報屋」の司会者・川添ローレンス、ウンモ星の王族と再婚することになり最後の登板。「番組終了間際の一言」で杉田の何気ないダジャレが絶賛されるという珍事が（「K-showなの？」）
- 第200回　祝200回記念「クイズ情報屋総取りゲームSP」 内容＝リスナーから募集した「番組イメージを一文字で表すとどんな漢字？」のランキング当てに挑戦。杉田が勝利、賞金総取り。一割がリスナープレゼント資金に充てられることに。
- 第201回　前回のSPでの勝利者・杉田セレクトのプレゼント内容発表。「クイズ情報屋」に新司会者として、まことカムバック。 しかし、あまりのテンションの低さに進行上支障が…
- 第202回　「クイズ情報屋」に新キャラ・のぼり豪登場。
- 第204回　森田、劇団K-showでの客演の結果報告。
- 第210回　杉田に代わり「クイズ情報屋」に現れる謎のキャラの名がジョンソン.Jrであることが判明。
- 第213回　長寿コーナー「超人ミュージアム」「キャッチフレーズをつけたいよぉ～」終了。
- 第216回　「Vステ冬の陣08～復活～」放送告知。森田、カナダ初訪問を報告。「ジャンクションな風景」第200回記念はノド絶不調の森久保が担当。

## クイズ情報屋
現代社会に飛び交う情報の真偽を見極める目をカスタムするという意図でスタートしたコーナー。「ジャンクションな風景」と同様に放送開始時から継続している長寿、目玉的コーナーだが、ルールが途中から変更されている。
初期（2004年～2007年始め頃）のルール
- 3人が3択クイズに挑戦!問題はすべて「現代社会に飛び交っている情報（データ）」から出題。
- 間違えると「バッテンマーク（×）」が加算され、×10（真偽を見極める目がないキング）になったパーソナリティーには過酷な罰ゲームが科せられる。歴代“真偽を見極める目がないキング”は次の通り。

1. 森久保祥太郎
2. 森田成一
3. 森田成一
4. 森田成一
5. 森田成一

- 当初は年末年始や番組改編期など、特番的内容の時に×救済ゲームが特別コーナーとして設けられていたが、途中から誰かが×3,6,9になった時点で×救済ゲームを設けるようになった。
- 初期は森田が普通に問題や解説を読み上げていたが、2005年2月頃からは森田の分身のキャラクターが登場し問題・解説を読み上げるように。（罰ゲームの度にキャラが変わる）

ルール変更点
- 3人がクイズに挑戦する点においては旧ルールと同じだが、クイズの内容は三択から、出された1つの情報が真（○）か偽（×）かを考える二択制に変更され、×10での罰ゲームも廃止された。
- 201回放送からは真（○）か偽（×）かではなく、二つの候補から選ぶ二択制に変更になった。
- ×の代わりに、不正解の度に貯金箱に罰金500円投入というルールが新たに設けられた。エコトリオが不正解の場合は間違った人が500円を投入、正解者が出た場合は替わりにスタッフが500円を正解者の人数分投入する。その為、毎週貯金箱に1500円ずつ貯まる仕組みに。このお金は、番組の放送回数50回ごとに行われる特別ゲームで勝った者が総取り。その中の一部はリスナープレゼントに充てられる。
- リスナープレゼントでは、3人のうち誰が勝利するか予想し当たった人の中から抽選で勝利者が選んだものをプレゼントする。

進行役
- 旧ルール時と同様、司会進行・問題の読み上げは森田の分身とも言われるキャラクターが担当。初期は罰ゲーム後だった交代時期は、総取りゲーム後に変わった。しかし、他にも彼らは様々な理由から降板し、突如交代することがある。

歴代司会進行役
- 初代　ジュリアーノ森田（突如現れたテンションが高いイタリアの伊達男風初キャラ。好物はママの空豆のスープ）
- 2代目　まこと（ジュリアーノの大学からの友人。不評？の為出演は第37回放送の一回のみ。微妙にテンポが悪い地味な印象の男で森久保・杉田とかみ合わないままだった）
- 3代目　おきゃむらサバコ（ニュージーランドで牧場を経営する謎の女性。森久保に猛アタックしていたが罰ゲームを最後に帰国）
- 4代目　巌碧ノボル（堅苦しい口調の中年男性）
- 5代目　たけばやしもりちか（本名は「たけばやし・もりちか・じろう」で、もりちかはミドルネーム。営業2課から来た腰の低い営業マン。問題を読むときには毎回違うキャラに変身する）
- 6代目　キャプテンセバスチャン（真実を見つける旅をする海賊のキャプテン。真実を見つけたといってはウンチクを披露する）
- 7代目　ウニ（キャプテンセバスチャンに捕獲された馬糞ウニ。セバスチャンから次の司会者が来るまでの繋ぎを命じられ嫌々やってきた。早く海に帰りたいと言ってはグチる）
- 8代目　一本木三郎（1ヶ月契約でやってきた流しのフォーク歌手。苫小牧での100回ライブのため降板）
- 9代目　姫木サエ子（一本木の女性敏腕マネージャー(38)。代打で一回のみ出演）
- 10代目　川添ローレンス（セレブな未亡人。乃木坂にいたが後に豊洲に引越しキャナリストに。料理をしない自称・料理研究家。○○気分を追求していたがウンモ星の王族と再婚することになり降板）
- 11代目　まこと（初の再登板キャラ。3年2ヶ月ぶりに舞い戻ったが、やはりかみ合わないまま出演は1回のみ）
- 12代目　のぼり豪（アッパー少年（12）テンションが高いまことの友人。アッパーな人に度々遭遇し目撃談を披露。彼のアッパーで杉田が撃沈すると代役のジョンソン.Jrが登場。しかし、最近ではコーナー冒頭からジョンソンと一緒に登場している。ちなみにジョンソン.Jrの口癖は「～ロンゾ？」）

## 放送時間
- ラジオ大阪 毎週土曜日 23:00~23:30
- ラジオ日本 毎週月曜日 26:30~27:00

## 備考
- 岩田光央・鈴村健一 スウィートイグニッションの兄弟番組であり、かつてはラジオ大阪・ラジオ日本ともにスウィートイグニッションの後ろの時間枠に本番組が組まれていたため、オープニングの際に森久保が「岩田さん、鈴、おつかれ～」とパーソナリティ2人を労うコメントをしていた。しかし2007年1月の改編でラジオ日本のみスウィートイグニッションの手前の時間枠に移動となり、前述のコメントを聴くことはできなくなった。同年10月の改編で再びラジオ日本の放送枠がスウィートイグニッションの後ろの枠に移動したが、労いのコメントは放送されなかった。
- 番組名は他に「スウィートレボリューション」という候補もあった。
- 番組立ち上げ時の打ち合わせに一人参加できなかった森田は、代わりに新番組にかける熱いメッセージ（手紙）を寄せた。これは番組で度々語り草になっている。
- 収録前、前室では森久保・杉田が並んで座り、その向かい側に森田が座る。収録時のスタジオでは森田・杉田が並んで座り、森田の向かいに森久保が座る（ちなみに杉田の向かいには作家が座っている）。自然と決まったという座り位置は、番組が始まった当初から変わっていない（誰かが欠席でもいつもの位置に座ってしまうらしい）。

## 関連CD

### 創世期/発展期/テーマソング
初期に発売されたCDで初回版にはボーナストラックと座談会を収録
- スウィートジャンクション　ラジオCD　第1巻　～創世期～

初回～第10回のダイジェストCD
- スウィートジャンクション　ラジオCD　第2巻　～発展期～

第11～25回のダイジェストCD
- スウィートジャンクション　テーマソングマキシシングルCD『Bland-new∞JUNCTION』
- スウィートジャンクション　連動購入特典CD『ジャンクションな風景』

上記CD3枚の連動購入特典で『ジャンクションな風景』の第1～25回と新規録り下ろし分を収録。

### バイパスシリーズ
- 新規録り下ろし。いつもの放送を本道、バイパスシリーズを横道的存在としている。
- 本放送と比較すると、三人の素顔が覗ける自由度の高いトークが展開されることも多く、真面目に恋愛や政治を熱く語るかと思えば、濃い下ネタに突っ走ってしまうことも。
- 二ヶ月に一枚リリースされ、森田→杉田→森久保の順で自分がその時気になっていることをタイトルにつけ、その理由をOPで説明するのが慣例。ジャケットのデザインはタイトルをイメージ化したものだが、タイトル・ジャケット共にCDの内容とは関連性が無い。
- 新しいCD発売が決まると、放送中にテーマに沿ったメールの募集をし、それらを使ってメイン企画が展開される。
- メイン企画の合間に、第1弾～は『○○だらけのスウィートジャンクション』第11弾以降は『トークボックス・キャラ DE チン』というコーナーが入る。どちらもエコロジートリオがお題のキャラになりきってアドリブトークをするというショートコーナーだが、『トークボックス…』になってからはどんなキャラか事前に分からないシステムに変更されたため「後でやりきれない気分になる（森久保）」らしい。
- 第1弾～『ジャンクション実験室』←ラジオでは普通やらないであろうという企画に実験的に挑戦するコーナーがあり、三人が将棋崩し・ツイスターゲームなど音声で伝え辛い企画に挑んだ。
- 第11弾以降は実験室から『スウィート戦隊茶レンジャー』に変更。三人が珍しいお菓子に興味津々で食べながらグダグダ話していると敵から挑戦状が届き、チャレンジに失敗するとお菓子を没収されてしまう。これまでに怪しい飲み物の材料当てなどに挑んだ。
- ラストは第1弾から変わらず『裏ジャンクションな風景』で、以前の放送の『ジャンクションな風景』の裏側を女性目線で演じている。担当はタイトルをつけた人。女性目線なので女声で可愛く演じている。

1. 『Nゲージ』
2. 『想いやり≠嘘』
3. 『バタドラ』
4. 『数字の奴』
5. 『栄斗』
6. 『頭でっかち』
7. 『チング』
8. 『ギラ・ドーガ|シュツルム・ファウスト』
9. 『踏ん切り』
10. 『ねぎ』
11. 『燻煙』
12. 『肝臓圧迫』
13. 『縁起わりぃ。』
14. 『邪神様が視てる』
15. 『先生、がっかりorz』
16. 『走る振動』
17. 『祁答院』
18. 『内転筋』
19. 『NG2』
20. 『やっぱり栄斗！』

## 関連DVD
- スウィートジャンクションSPECIAL-DVD『FOOLISH3-SANBAKATAISHOW-』

　　　　〔紙芝居的アニメ　CV・森久保祥太郎・杉田智和・森田成一〕
- スウィートジャンクション定休日劇場　練馬　たつの湯物語

　　　　〔実写ショートドラマ集　出演：森久保祥太郎・森田成一・杉田智和（CV）〕